# La gran nit
La gran nit (títol original en anglès The Big Night) és una pel·lícula estatunidenca dirigida per Joseph Losey i estrenada l'any 1951. Ha estat doblada al català.

## Argument
Una nit, el pare de George La Main, de 17 anys, és colpejat per un periodista esportiu. Traumatitzat per aquest fet, i incapaç d'entendre'l, el noi busca venjar l'ofensa.

## Comentaris
Basada en una novel·la de Stanley Ellin, amb un guió en què també van intervenir-hi Hugo Butler i Ring Lardner Jr., perseguits i perjudicats, com ho fou Losey, per la cacera de bruixes de McCarthy. De fet, mentre els guionistes van anar a petar a la presó, Losey iniciava el camí de l'exili. Aquest film sobre la venjança empresa per un adolescent contra els gàngsters que han humiliat el seu pare va ser el darrer que va rodar a Hollywood. Aquestes circumstàncies van propiciar que la productora rebutgés el flash back amb el qual Losey havia estructurat el relat
a partir de la fugida del protagonista i muntés la pel·lícula en ordre estrictament cronològic.

## Repartiment
- John Drew Barrymore: George La Main
- Preston Foster: Andy La Main
- Joan Lorring: Marion Rostina
- Howard St John: Al Judge
- Dorothy Comingore: Julie Rostina
- Philip Bourneuf: Dr. James Cooper
- Howland Chamberlain: Flanagan
- Myron Healy: Kennealy
- Emile Meyer: Peckinpaugh
- Maury Lynn: Terry Angeleus